# Nephodia styracaria
Nephodia styracaria là một loài bướm đêm trong họ Geometridae.